# Sāmaveda
Il Sāmaveda (devanāgarī: सामवेद) è una delle quattro suddivisioni canoniche dei Veda. Il nome può essere reso con "Veda delle melodie": sāman è traducibile con "canto", "inno", "melodia", e il riferimento è ai mantra cantati dall'officiante durante i riti. 
Louis Renou scrive che Il Sāmaveda, o «Veda delle melodie», è il terzo Veda. «L'interesse della raccolta risiede nella notazione musicale, (...). Questa notazione, insieme con le modificazioni foniche apportate al testo parlato per adattarlo al canto, sono importanti per la storia della musica: è la più antica musica liturgica che si conosca».
Nel Sāmaveda troviamo una Saṃhitā, la Sāmaveda Saṃhitā; e due Brāhmaṇa molto noti: il primo è il Jaiminīya Brāhmaṇa (o Talavakāra Brāhmaṇa, il Brāhmaṇa dei musici) che prende il nome dal saggio Jaimini. Il secondo è il Tāṇḍya Mahā Brāhmaṇa (o Pañcaviṃśa Brāhmaṇa). Quest'ultimo prende il nome da Tanda un maestro legato alla trasmissione dello Yajurveda bianco.
Nel Sāmaveda si distinguono infine un Āraṇyaka: lo Jaiminīya Āraṇyaka; e due Upaniṣad: la Kena Upaniṣad (anche nota come Talavakāra Upaniṣad), e la Chāndogya Upaniṣad, facente parte del Tāṇḍya Mahā Brāhmaṇa.
Occorre notare che in letteratura si incontra spesso scritto Sāmaveda per indicare la Sāmaveda Saṃhitā, ma non va confuso il Sāmaveda (termine maschile indicante una suddivisione) con Sāmaveda (la raccolta, la saṃhitā cioè).